# Philodromus imbecillus
Philodromus imbecillus là một loài nhện trong họ Philodromidae.
Loài này thuộc chi Philodromus. Philodromus imbecillus được Eugen von Keyserling miêu tả năm 1880.